# Rahlstedt Center
Het Rahlstedt Center is een overdekt winkelcentrum in de wijk Rahlstedt in het stadsdistrict Hamburg-Wandsbek. Het centrum dateert van 1983-1984

## Ligging
Het centrum is gelegen in het winkelgebied van de wijk Rahlstedt. Aan de noordzijde grenst het centrum aan de voetgangersgebied Schweriner Straße. Aan de oostzijde ligt een toegangsweg naar de parkeergarage van het centrum. De zuidzijde grenst aan de Mecklenburger Straße. Aan de westzijde sluit het aan op bestaande bebouwing. Het complex heeft een overbrugging over het riviertje de Wandse.

## Geschiedenis
Het Rahlstedt Center opende in 1983 haar deuren. In 2008-2010 werd het centrum gerenoveerd en uitgebreid door MFI in opdracht van eigenaar MEAG. De oppervlakte nam toe van 18.800 tot 23.000 m². De kosten van de renovatie en uitbreiding naar een ontwerp van Heine Architekten bedroegen € 45 miljoen. Na de verbouwing werd de naam gewijzigd van Center in Arcaden. In 2012 wijzigde de naam weer in Center.

## Eigendom en beheer
Lange tijd was het complex eigendom van MEAG en werd het beheerd door IPH Handelsimmobilien In 2016 verkocht MEAG het centrum aan CBRE voor een bedrag van € 60 miljoen.

## Gebruik
Het centrum heeft een oppervlakte van 23.000 m² en biedt onderdak aan zo'n 40 winkels en horecagelegenheden verdeeld over drie niveaus. De ankerhuurders van het centrum zijn supermarkten Edeka en Aldi, drogisterij Budnikowsky en H&M. Het centrum beschikt over een parkeerdek en een ondergrondse parkeergarage met in totaal 500 parkeerplaatsen. Daarnaast omvat het complex 3.100 m² woningen en 2.600 m² kantoorruimte.